# Darija Dobrotschajewa

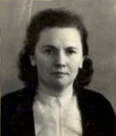
Darija Dobrotschajewa

Darija Mykytiwna Dobrotschajewa (ukrainisch Дарія Микитівна Доброчаєва; * 30. März 1916 in Chyschnyky, Ukraine; † 1. Dezember 1995 in Kiew, Ukraine) war eine sowjetische, ukrainische Botanikerin und Hochschullehrerin. Sie war Leiterin des Botanischen Museums des Botanischen Instituts der Akademie der Wissenschaften der USSR.

## Leben und Werk
Dobrotschajewa wurde als Tochter von Nikita und Ksenia Kowaltschuk geboren. Nach ihrem Schulabschluss und einem Lehramtsstudium arbeitete sie einige Zeit als Lehrerin. Anschließend studierte sie am Veterinär- und Zootechnischen Institut des Nordkaukasus in Nowotscherkassk und an der Fakultät für Biologie der Staatlichen Universität Rostow. 1933 wurde sie an die Nationale W.-N.-Karasin-Universität Charkiw versetzt, wo sie nach ihrem Abschluss unter der Leitung von Professor Michail Klokow (1902–1943) forschte. 1938 wurde sie Assistenzprofessorin für Geobotanik am Institut für Botanik der Akademie der Wissenschaften der USSR in Kiew.
Ihre wissenschaftliche Forschung wurde durch den Deutsch-Sowjetischen Krieg unterbrochen. Ihr Ehemann Pawlo Hryhorowytsch Dobrotschajew nahm an den Kämpfen in Spanien und China teil und starb in den ersten Kriegsmonaten in der Schlacht bei Poltawa. Nach dem Tod ihres Mannes diente sie als Freiwillige in der 215. Luftfahrtdivision.
Nach dem Krieg kehrte sie nach Kiew zurück, um ihr Aufbaustudium und ihre Forschung bei Klokow fortzusetzen. Im Dezember 1946 promovierte sie mit der Dissertation, in der sie 5 neue Kornblumenarten beschrieb: Centaurea nigriceps Dobrocz., Centaurea alutacea Dobrocz., Centaurea ternopoliensis Dobrocz., Centaurea pseudocoriacea Dobrocz. und Centaurea pseudomaculosa Dobrocz. Dobrotschajewa arbeitete fast 20 Jahre in der Abteilung für Taxonomie und Floristik von Gefäßpflanzen zusammen mit den Wissenschaftlern Klokow, Jelena Wissjulina, E. I. Bordsilowski, A. I. Barbarytsch und anderen.
1966 wurde sie zur Leiterin des Botanischen Museums des Instituts für Botanik der Akademie der Wissenschaften der USSR ernannt, welches zum Zentralen Wissenschafts- und Naturhistorischen Museum der Akademie der Wissenschaften der USSR gehörte. Zusammen mit ihren Wissenschaftlerkollegen B.V. Zaverukha, L.M. Sipaylova und L.S. Panova begann sie mit der Gründung des Museums. Von 1975 bis 1982 wurde der von ihr, Zaverukha und Sipaylova verfasste Leitfaden zu den Ausstellungen des Botanischen Museums veröffentlicht und neu aufgelegt.

## Wissenschaftliche Tätigkeit
Dobrotschajewa beschrieb mehr als 30 neue Taxa, darunter 21 neue Arten von Gefäßpflanzen. Sie war Autorin und Co-Autorin von 193 Publikationen, darunter 19 Monographien, 80 wissenschaftliche und populärwissenschaftliche Artikel und andere Publikationen. Sie veröffentlichte wissenschaftskritische und analytische Arbeiten zur Biodiversität unter anderen der Gattungen Anthemis L. (1952), Spiraea L. (1954), Trapa L. (1955), Symphytum L. (1967, 1968).
Zusammen mit anderen Mitarbeitern des Instituts für Botanik der Akademie der Wissenschaften der USSR nahm sie an der Arbeit an den Bänden von "Flora der UdSSR" teil, für die sie 513 Pflanzenarten kultivierte. Für diese grundlegende Arbeit wurde ihr zusammen mit anderen Wissenschaftlern der Staatspreis der USSR im Bereich Wissenschaft und Technologie verliehen.
Von Expeditionen in der Ukraine und von privaten Reisen in verschiedenen Ländern brachte sie zahlreiche Herbariumsmaterialien mit und schenkte dem Institut für Botanik mehr als 30.000 Herbariumblätter. Sie leitete lange Zeit den Austauschfonds des Herbariums, baute ihre Verbindungen zu botanischen Institutionen in vielen Ländern Europas, Asiens und Amerikas deutlich aus und intensivierte ihre Arbeit zur Auffüllung der weltweiten Flora-Sammlung.
Die Standard-Autorenabkürzung Dobrocz. wird verwendet, um diese Person als Autor anzugeben, wenn ein botanischer Name zitiert wird.

## Ehrungen

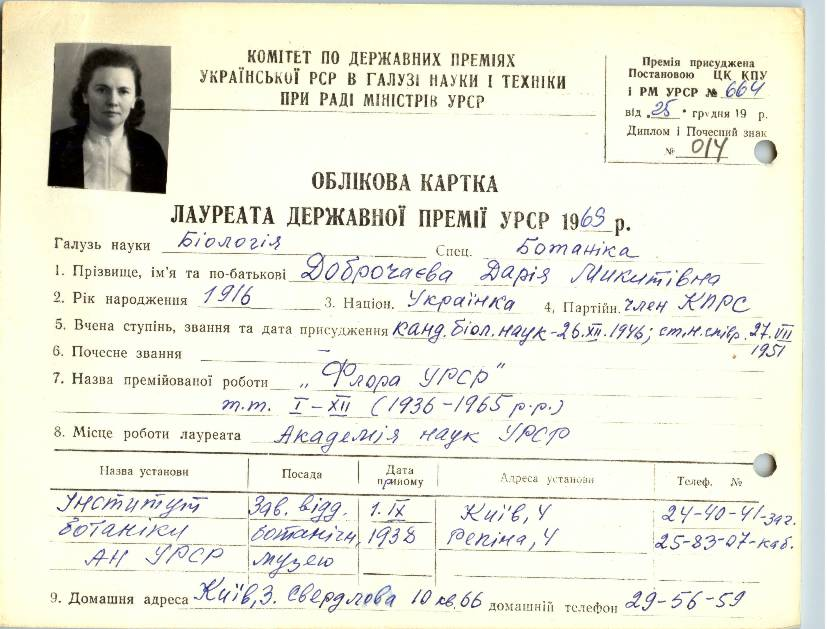
Registrierungskarte der Gewinnerin des Staatspreises der UdSSR

- 1969: Staatspreis der Ukrainischen SSR für Wissenschaft und Technologie
- 1982: Verdienter Arbeiter in Wissenschaft und Technik der Ukrainischen SSR
- Das Botanische Museum Dobrochaeva wurde nach ihr benannt und ist eine der 5 Ausstellungen des Nationalmuseums für Wissenschaft und Naturgeschichte der Nationalen Akademie der Wissenschaften der Ukraine, das sich im Nationalmuseum für Naturgeschichte befindet.

## Veröffentlichungen
- mit Kleopov: Analiz Flory Shirokolistvennykh Lesov Evropeiskoi Chasti SSSR. 1990, ISBN 5-12-000800-3.
- mit Mokritskii: Vladimir Ippolitovich Lipskii. 1991, ISBN 5-12-001749-5.[4]